# Tina de fermentació

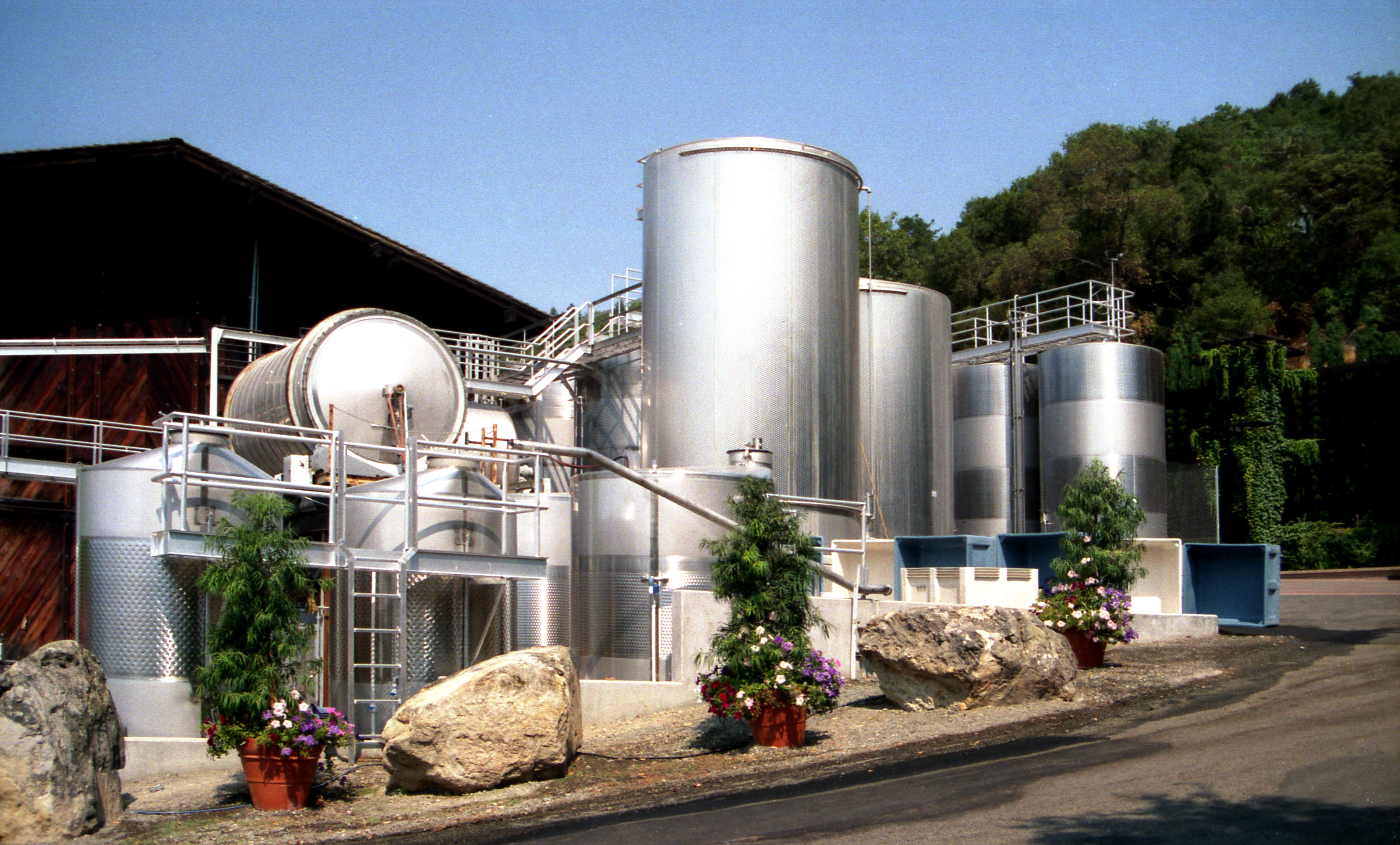
Tines de fermentació als cellers Robert Mondavi (Napa Valley, Califòrnia, Estats Units).

Una tina de fermentació és un dipòsit en el qual té lloc la fermentació alcohòlica del most.
Les millors són les d'acer inoxidable, encara que siguin cares de cost. Les portelles, aixetes i colls de tina, també han d'ésser inoxidables o bé han de portar un revestiment, per tal d'evitar la contaminació per ferro o per coure, que poden produir greus trastorns al vi. Les de ciment armat, algunes de les quals són enormes, fan molt difícil el control del procés, i actualment són poc usades.
El clima dels Països Catalans, de setembres generalment calorosos, fa aconsellable que comptin amb algun sistema de refrigeració per tal de controlar la temperatura del procés, punt fonamental en l'obtenció d'un vi de qualitat.
A la població rossellonesa de Tuïr presumeixen de tindre la tina de roure més gran de tot el planeta.